# Ngựa Warlander
Ngựa Warlander là một giống ngựa thuộc loại Baroque, được sản sinh bằng cách lai giữa ngựa Friesian với ngựa thuộc một giống ngựa ngựa đã được đăng ký thuần chủng như ngựa Andalusian, ngựa Lusitano hoặc ngựa Menorquina.

## Lịch sử
Việc lai giữa ngựa kiểu Iberia và ngựa Friesian để tạo ra ngựa kỵ binh cải tiến có lịch sử ít nhất là từ thế kỷ XVI, mặc dù thuật ngữ "Warlander" chỉ được đặt ra vào cuối thế kỷ XX bởi Trại ngựa giống Thể thao Cổ điển tại Tây Úc, nơi đã ra quyết định đặt tên cho giống ngựa này sau khi họ hộ tác với một bác sĩ thú y là bác sĩ Warwick.

## Công nhận
Mặc dù bằng chứng của các nhà lai tạo sử dụng một con lai của ngựa Bỉ-Friesian có từ 400 năm trước, Warlander đã là một giống ngựa được tổ chức riêng biệt chỉ từ những năm 1990. Không có tổ chức riêng của giống ngựa Warlander đặc thù nào được liên kết với tổ chức Universal Equine Life Number (UELN) (Tạm dịch:Số ngựa Toàn cầu), mặc dù Cơ quan đăng ký giống chuyên gia xứ Bavaria (Bayerischer Zuchtverband für Kleinpferde und Spezialpferderassen, hoặc BZKS), tổ chức thiết kế UELN, tổ chức được chỉ định UELN nhằm nắm giữ sách về giống, công bố các tiêu chuẩn của giống ngựa này. Những người ủng hộ Warlander rất lạc quan rằng sự công nhận này mở ra cơ hội chính thức hóa giống ngựa này trong hệ thống Liên minh Châu Âu.